# Hana El Zahed
Pour les articles homonymes, voir Zahed.
Hana El Zahed (en arabe : هنا الزاهد) est une actrice égyptienne de cinéma et de télévision,,, née le 5 janvier 1994 au Caire.

## Filmographie
- 2019 : Qisat hob
- 2014 : Khetet Jimmy

Séries télévisées
- 2019 : El wad sayed el shahat
- 2018 : Sok ala Khwatak
- 2017 : Fel La La Land
- 2016 : Al Mizan
- 2016 : Mamoun we shoraka
- 2015 : El Boyoot Asrar
- 2015 : Alf Leila wa Leila
- 2015 : Mawlana El-aasheq
- 2014 : Farq Tawqit